# Frank Leslie Walcott
Pour les articles homonymes, voir Walcott.
Frank Leslie Walcott (16 septembre 1916 – 24 février 1999), est un syndicaliste et homme politique barbadien,, distingué Héros national de la Barbade.